# Wim den Herder
Wim den Herder (Voorschoten, 20 december 1983) is een Nederlands jazzgitarist en ondernemer. 

## Biografie
Wim den Herder is een zoon van Frank den Herder, klassiek pianist en docent op het Koninklijk Conservatorium te Den Haag. Op jonge leeftijd maakte Wim kennis met viool en piano. Den Herder maakte op zesjarige leeftijd kennis met de elektrische gitaar.
In 1997 trad Den Herder op met Jan Akkerman in het televisieprogramma Geef nooit op. Later dat jaar won hij op dertienjarige leeftijd de Nationale Gitaarkampioenschappen en in 2003 begon hij aan een studie jazzgitaar aan het conservatorium van Amsterdam. Hij ontwikkelde een met plectrum uitgevoerde variant op de fingerpickingstijl (door hem "wimpicking" genoemd), waarmee hij de aandacht trok van Harry Sacksioni, die hem in december 2007 uitnodigde om hem te begeleiden op zijn City Talent Tour.
Kort na het afronden van zijn conservatoriumopleiding in 2008 nam hij met het Wim den Herder Trio in eigen beheer de dvd Introducing op. Later leverde hij een bijdrage aan de cd Adrenaline van Harry Sacksioni.
In 2009 richtte Den Herder de Guitar Academy op, een alternatieve gitaaropleiding. 